# Чемпионат Европы по софтболу среди женщин 1992
8-й чемпионат Европы по софтболу среди женщин 1992 проводился в городе Бюссюм (Нидерланды) с 12 по 16 августа 1992 года с участием 11 команд.
В Нидерландах женский чемпионат Европы проводился во 2-й раз, в городе Бюссюм — впервые.
Чемпионом Европы (во 2-й раз в своей истории) стала сборная Италии, победив в финале сборную Нидерландов. Третье место заняла сборная Чехословакии.
Впервые в женском чемпионате Европы участвовала сборная России.

## Итоговая классификация
| Место | Команда        |
| ----- | -------------- |
| 1     | Италия         |
| 2     | Нидерланды     |
| 3     | Чехословакия   |
| 4     | Дания          |
| 5     | Бельгия        |
| 6     | Швеция         |
| 7     | Франция        |
| 8     | Германия       |
| 9     | Великобритания |
| 10    | Испания        |
| 11    | Россия         |